# David Arquette
David James Arquette (Winchester, 8 settembre 1971) è un attore e wrestler statunitense.
Nel mondo cinematografico è principalmente noto per il ruolo di Linus Riley nel franchise slasher Scream di Wes Craven.

## Biografia
Ultimo di cinque figli, David Arquette appartiene a una famiglia interamente impegnata nel mondo dello spettacolo: è infatti figlio dell'attore Lewis Arquette, nipote di Cliff e fratello di Rosanna, Richmond, Patricia e Alexis.

## Carriera

### World Championship Wrestling (2000)
Nella primavera del 2000 David Arquette entrò brevemente nel mondo del wrestling per promuovere il film Pronti alla rissa (2000), che vedeva coinvolti molti atleti della World Championship Wrestling (WCW) dell'epoca. Nella puntata di Thunder del 24 aprile, svoltasi a Syracuse (New York), fece coppia con il WCW World Heavyweight Champion, Diamond Dallas Page, per affrontare Jeff Jarrett ed Eric Bischoff in un particolare Tag Team match in cui era in palio il titolo di Page; Arquette effettuò lo schienamento decisivo su Bischoff, diventando la prima celebrità di Hollywood a vincere un titolo di campione del mondo. Perse la cintura il 7 maggio, al pay-per-view Slamboree, venendo sconfitto da Jeff Jarrett in un Triple Cage match che vedeva coinvolto anche Diamond Dallas Page. Arquette comparve per l'ultima volta in WCW il 13 agosto, a New Blood Rising, intervenendo nel match tra Buff Bagwell e Kanyon cercando invano di aiutare quest'ultimo.

### World Wrestling Entertainment (2010)
David Arquette fece la sua prima e unica apparizione nella World Wrestling Entertainment durante la puntata di Raw del 13 dicembre 2010, facendo coppia con Alex Riley in un 2-on-1 Handicap match perso contro Randy Orton.

### Circuito indipendente (2018-2021)
Nel 2018, Arquette ha detto durante un'intervista al The Wendy Williams Show anni dopo la sua controversa vittoria del titolo WCW che è stato trollato per 18 anni su Internet e vuole che le persone rispettino il suo nome nel wrestling. Ha iniziato quindi ad allenarsi con il wrestler Peter Avalon per il suo ritorno. Il 15 luglio 2018, Arquette ha fatto il suo ritorno al wrestling facendo il suo debutto per la Championship Wrestling from Hollywood (CWFH) perdendo contro RJ City. Il 6 ottobre 2018 ha partecipato a un tag team match con RJ City sconfiggendo Halal Beefcake (Idris Abraham e Joe Coleman) al 25th Anniversary show di Border City Wrestling a Windsor. L'evento è stato filmato da Impact Wrestling per andare in onda come pay-per-view One Night Only nel novembre 2018.
Il 16 novembre 2018, Arquette ha lottato contro Nick Gage in un deathmatch all'evento LA Confidential di Joey Janela. Durante l'incontro, ha subito un grave taglio al collo che l'ha fatto sanguinare copiosamente. Dopo l'incontro, è andato in ospedale ed è stato operato. Arquette avrebbe poi affermato di aver chiuso con i deathmatch. Il 23 maggio 2019, ha fatto il suo debutto in Being the Elite, dove ha tentato di convincere Nick e Matt Jackson a permettergli di partecipare alla Over the Budget Battle Royal durante AEW Double or Nothing. Nessuno dei due lo ha riconosciuto all'inizio, tuttavia alla fine hanno ricordato il suo regno come WCW World Heavyweight Champion, ma si sono comunque rifiutati di lasciarlo competere, dandogli invece un doppio superkick. Nel giugno 2021 ha annunciato il suo ritiro dal wrestling.

## Vita privata
Il 12 giugno 1999 David Arquette si è sposato con l'attrice Courteney Cox, conosciuta sul set di Scream nel 1996; i due hanno avuto una figlia, Coco, nata il 13 giugno 2004. L'11 ottobre 2010 la coppia si è separata, sebbene il divorzio sia stato reso ufficiale soltanto il 29 maggio 2013.
Il 12 aprile 2015 si è sposato con la giornalista Christina McLarty, conosciuta nel 2011. I due hanno due figli: Charlie West (nato nel 2014) e Alexis (nato nel 2017).

## Filmografia parziale

### Attore

#### Cinema
- I dannati di Hollywood, regia di Marc Rocco (1992)
- Buffy l'ammazzavampiri, regia di Fran Rubel Kuzui (1992)
- Killing Box, regia di George Hickenlooper (1993)
- Gli scorpioni (The Road Killers), regia di Deran Sarafian (1994)
- Airheads - Una band da lanciare, regia di Michael Lehmann (1994)
- Frank & Jesse, regia di Robert Boris (1994)
- Fall Time, regia di Paul Warner (1995)
- Wild Bill, regia di Walter Hill (1995)
- Scream, regia di Wes Craven (1996)
- Johns, regia di Scott Silver (1996)
- Beautiful Girls, regia di Ted Demme (1996)
- Skin And Bone, regia di Everett Lewis (1996)
- Un sogno in fondo al mare, regia di Finn Taylor (1997)
- Allarme mortale, regia di Evan Dunsky (1997)
- Kiss & Tell, regia di Jordan Alan (1997)
- Scream 2, regia di Wes Craven (1997)
- RPM, regia di Ian Sharp (1998)
- In fuga col malloppo (Free Money), regia di Yves Simoneau (1998)
- L'insaziabile, regia di Antonia Bird (1999)
- Mai stata baciata, regia di Raja Gosnell (1999)
- I Muppets venuti dallo spazio, regia di Tim Hill (1999)
- The Runner, regia di Ron Moler (1999)
- Scream 3, regia di Wes Craven (2000)
- Pronti alla rissa, regia di Brian Robbins (2000)
- La rapina (3000 Miles to Graceland), regia di Demian Lichtenstein (2001)
- Spot - Supercane anticrimine (See Spot Run), regia di John Whitesell (2001)
- La zona grigia, regia di Tim Blake Nelson (2001)
- The Shrink Is In, regia di Richard Benjamin (2001)
- Happy Here and Now, regia di Michael Almereyda (2002)
- Arac Attack - Mostri a otto zampe, regia di Ellory Elkayem (2002)
- Ho rapito Sinatra, regia di Ron Underwood (2003)
- A Foreign Affair, regia di Helmut Schleppi (2003)
- Never Die Alone, regia di Ernest Dickerson (2004)
- Riding the Bullet, regia di Mick Garris (2004)
- Le avventure di Sharkboy e Lavagirl in 3-D, regia di Robert Rodriguez (2005)
- Slingshot, regia di Jay Alaimo (2005)
- The Tripper, regia di David Arquette (2006)
- The Darwin Awards - Suicidi accidentali per menti poco evolute, regia di Finn Taylor (2006)
- Hamlet 2, regia di Andrew Fleming (2008)
- The Butler's in Love, regia di David Arquette – cortometraggio (2008)
- The Legend of Hallowdega, regia di Terry Gilliam – cortometraggio (2010)
- The Land of the Astronauts, regia di Carl Colpaert (2010)
- Scream 4, regia di Wes Craven (2011)
- Conception, regia di Josh Stolberg (2011)
- The Smart One, regia di Michael Fresco – cortometraggio (2012)
- The Cottage, regia di Chris Jaymes (2012)
- Sold, regia di Jeffrey D. Brown (2014)
- Just Before I Go, regia di Courtney Cox (2014)
- Field of Lost Shoes, regia di Sean McNamara (2014)
- Casual Encounters, regia di Zackary Adler (2014)
- Muffin Top: A Love Story, regia di Cathryn Michon (2014)
- Orion, regia di Asiel Norton (2015)
- Bone Tomahawk, regia di S. Craig Zahler (2015)
- C'era una volta a Los Angeles, regia di Mark Cullen (2017)
- Amanda & Jack Go Glamping, regia di Brandon Dickerson (2017)
- High Voltage, regia di Alex Keledjian (2018)
- In viaggio con Flora (Saving Flora), regia di Mark Drury Taylor (2018)
- The MisEducation of Bindu, regia di Prarthana Mohan (2019)
- Mob Town, regia di Danny A. Abeckaser (2019)
- Spree, regia di Eugene Kotlyarenko (2020)
- 12 Hour Shift, regia di Brea Grant (2020)
- You Cannot Kill David Arquette, regia di David Darg e Price James – film documentario (2020)
- Kid 90, regia di Soleil Moon Frye (2021)
- Scream, regia di Matt Bettinelli-Olpin e Tyler Gillett (2022)
- The Good Half, regia di Robert Schwartzman (2023)

#### Televisione
- Brillantina – serie TV, 13 episodi (1990)
- Fra nonni e nipoti – serie TV, 12 episodi (1990-1991)
- Cruel Doubt, regia di Yves Simoneau – film TV (1992)
- Blossom - Le avventure di una teenager – serie TV, episodio 3x07 (1992)
- Beverly Hills 90210 – serie TV, episodio 3x14 (1992)
- Roadracers, regia di Robert Rodriguez – film TV (1994)
- Double Rush – serie TV, 14 episodi (1995)
- Dead Man's Walk – miniserie TV, 2 episodi (1996)
- Friends – serie TV, episodio 3x03 (1996)
- Casa Hughley – sitcom, episodio 2x06 (1999)
- Son of the Beach – serie TV, 2 episodi (2001-2002)
- Il super Buon Natale dei Muppet (It's a Very Merry Muppet Christmas Movie), regia di Kirk R. Thatcher – film TV (2002)
- The Commuters, regia di Stephen Kay – film TV (2005)
- Time Bomb, regia di Stephen Gyllenhaal – film TV (2006)
- In Case of Emergency - Amici per la pelle – serie TV, 13 episodi (2007)
- My Name Is Earl – serie TV, episodio 4x05 (2008)
- Pushing Daisies – serie TV, 4 episodi (2008-2009)
- Medium – serie TV, episodio 7x11 (2011)
- Cougar Town – serie TV, 2 episodi (2012)
- Happy Face Killer, regia di Rick Bota – film TV (2014)
- Cleaners – webserie, 18 episodi (2013-2014)
- Dice – serie TV, 2 episodi (2017)
- Carter – serie TV, episodio 2x03 (2019)

#### Doppiatore
- Pelswick – serie TV d'animazione, 26 episodi (2000-2002)
- Static Shock – serie TV d'animazione, episodio 3x10 (2003)
- Jake e i pirati dell'isola che non c'è – serie TV d'animazione, 116 episodi (2011-2016)
- Tron - La serie – serie TV d'animazione, 5 episodi (2012)
- The Quarry - videogioco (2022)

### Regista
- The Tripper (2006)

## Riconoscimenti
- World Championship Wrestling
  - WCW World Heavyweight Championship (1)
- Wrestle Crap
  - Gooker Award (2000) – Vittoria del WCW World Heavyweight Championship
- Wrestling Observer Newsletter
  - Most Disgusting Promotional Tactic (2000) – Vittoria del WCW World Heavyweight Championship

## Doppiatori italiani
Nelle versioni in italiano delle opere in cui ha recitato, David Arquette è stato doppiato da:
- Oreste Baldini in Scream, Scream 2, Scream 3, Pronti alla rissa, Arac Attack - Mostri a otto zampe, Scream 4, Medium, In viaggio con Flora, Scream (2022)
- Riccardo Rossi in Allarme mortale, Friends, Time Bomb
- Gaetano Varcasia in Never Die Alone, The Darwin Awards - Suicidi accidentali per menti poco evolute
- Massimiliano Manfredi in Un Natale con i Muppets, Amici per la pelle
- Simone Mori ne Gli scorpioni, Fall Time
- Alberto Bognanni ne La zona grigia, Bone Tomahawk
- Gianni Bersanetti in Ho rapito Sinatra
- Edoardo Nevola ne L'insaziabile
- Giorgio Borghetti in Mai stata baciata
- Fabrizio Vidale in Un sogno in fondo al mare
- Mauro Gravina in Airheads - Una band da lanciare
- Loris Loddi in Wild Bill
- Stefano Crescentini ne I Muppets venuti dallo spazio
- Roberto Gammino ne La rapina
- Marco Ioannucci in Fra nonni e nipoti
- Marco Bolognesi in Dead Man's Walk
- Nanni Baldini in Spot - Supercane anticrimine
- Vittorio Guerrieri in The Good Half
- Roberto Stocchi in My Name Is Earl
- Stefano Billi in C'era una volta a Los Angeles